# Dominikanerinnenkloster Pforzheim

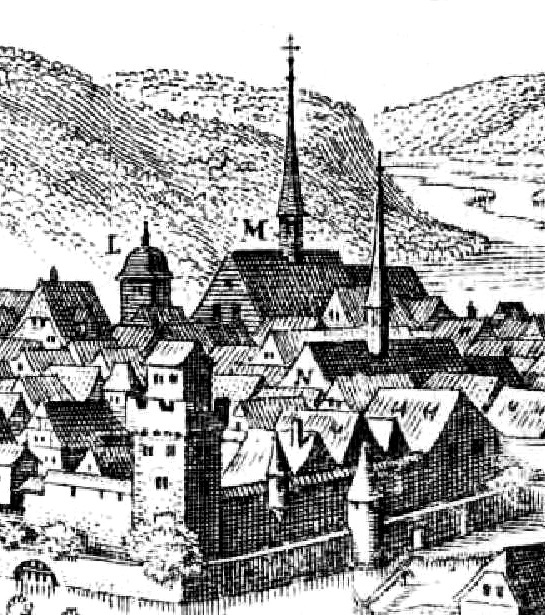
Das ehemalige Dominikanerinnenkloster (N) auf der Stadtansicht von Merian, 1643

Das Dominikanerinnenkloster Pforzheim war ein Frauenkloster in der Neustadt von Pforzheim.

## Geschichte
Das Frauenkloster in Pforzheim wurde wohl um 1250 als Büßerinnenkloster, d. h. durch ehemalige Prostituierte gegründet. 1257 wird es in einer Urkunde des Markgrafen Rudolf I. von Baden erstmals erwähnt. Es ist damit das früheste bezeugte Kloster Pforzheims und vermutlich überhaupt das älteste der Stadt. Weitere Erwähnungen sind 1265 und 1277 bei Gütererwerbungen überliefert. Aus diesen Belegen ergibt sich die Zugehörigkeit zum Orden der Schwestern der Hl. Maria Magdalena zur Buße. Zwischen 1277 und 1287 wurde das Kloster von den Dominikanerinnen übernommen, die seit 1287 in Pforzheim urkundlich belegt sind. Kloster und Klosterkirche waren Anfangs der heiligen Maria Magdalena geweiht. Nach Übernahme durch die Dominikanerinnen trat die Mutter Gottes als weitere Patronin hinzu.
Die Klostergebäude lagen außerhalb der Stadtmauer in der Vorstadt „zwischen den Wassern“ zwischen Eichmühlgraben, Nonnenmühlgraben und Enz. Durch das Frauentor bestand ein Zugang zur Stadt. 1408 oder 1409 wurde das Kloster durch einen Brand zerstört und anschließend wieder aufgebaut. Beim Wiederaufbau stand wohl der Straßburger Münsterbaumeister Ulrich von Ensingen beratend zur Seite. Spätestens 1497 wurde es mit der Klostervorstadt in die erweiterte Stadtmauer einbezogen.
Der Konvent umfasste zwischen 20 und 50 Frauen, die unter der Leitung einer Priorin standen. Mit der Übernahme durch die Dominikanerinnen wurde der Eintritt in das Kloster auch für Angehörige höherer sozialer Schichten interessant. Als Nonnen sind neben Angehörigen der Pforzheimer Oberschicht und des lokalen Adels auch Vertreterinnen der Familie der Pfalzgrafen von Tübingen und des markgräflichen Hauses Baden nachgewiesen, darunter Margarete, eine uneheliche Tochter des Markgrafen Bernhard (1431) und Brigida, dessen eheliche Tochter. Im 14. Jahrhundert war Luitgard von Tübingen, Gräfin von Asperg, Priorin des Klosters.
Im 14. Jahrhundert gelangte das Kloster zu großem Besitz und wurde zu dem am meisten begüterten in Pforzheim. Die Grundlage legte das Kloster Hirsau, das durch Schenkung und Kauf Besitz und Rechte auf das Pforzheimer Kloster übertrug. In Pforzheim selbst gehörten hierzu das Pfarrbesetzungsrecht der Altstädter Kirche und der Nikolauskapelle, der große Zehnt und die Fischerei in der Enz. Schon 1265, kurz nach Gründung des Klosters, überließ Graf Conrad von Vaihingen dem Kloster seinen Teil des Vaihinger Kirchenzehnten dem Kloster. 1287 kauften die Nonnen eine Hofstatt in Vaihingen, 1315 von Gotebold dem Weisen, Bürger zu Pforzheim, Zinse und Rechte zu Ispringen, 1344 von Markgraf Hermann IX. das Dorf Ellmendingen, das ihnen schon seit 1313 verpfändet war. Von den Markgrafen Hermann IX., Friedrich III. und Rudolf V. erhielt das Kloster 1350 (8. März) den Kirchensatz zu Kleinglattbach. Im Gegenzug verzichteten die Priorin Luckard und der Konvent wenige Tage später (19. April 1350) zugunsten der genannten Markgrafen auf ihre Ansprüche an die Mühle zu Pforzheim einschließlich des dortigen Korngelds und den Zehnten zu Büchenbronn.
1347 inkorporierte Bischof Gerhard von Ehrenberg dem Kloster die Speyrer Kirche in Ditzingen. Bischof Lambert von Speyer inkorporierte ihm am 18. November 1370 die Kirche zu Ispringen, eine Tochterkirche des abgegangenen Dorfs Neidlingen. 1373 kaufte der Konvent von Rudolf Bunninger, Edelknecht zu Ellmendingen, den halben Teil der Mühle zu Ellmendingen. Weitere Besitzungen und Gerechtsame hatten die Pforzheimer Dominikanerinnen auch in Bietigheim (ein Hof), Bauschlott, Horrheim, Eutingen (Kirchensatz und Patronatsrecht, 1349), Neidlingen (Hofstatt des Fronhofs und der Kirchensatz) und Nöttingen. 1487 nahm Markgraf Christoph das Kloster und seine Klosterdörfer Brötzingen, Ispringen und Eutingen in seinen Schutz.
Als im 15. Jahrhundert die Klosterzucht nachließ, berief Markgraf Jakob I. 1442 zehn Schwestern aus dem Katharinenkloster in Nürnberg nach Pforzheim, um das Kloster zu reformieren. Nach erfolgreicher Durchführung wurden im Gegenzug 1467 acht Pforzheimer Nonnen ins bayerische Kloster Maria Medingen entsandt, um dort ebenfalls eine Erneuerung einzuleiten.
Karl II. von Baden-Durlach führte mit dem Erlass einer neuen Kirchenordnung am 1. Juni 1556 die Reformation in seinem Land ein. Während die beiden Männerklöster in Pforzheim (Barfüßer- und Dominikanerkloster) der neuen Lehre offenbar keinen Widerstand entgegensetzten, verharrten die Dominikanerinnen in ihrem altgläubigen Bekenntnis und opponierten bis 1564 gegen die Aufhebung ihres Klosters. Nach einer Intervention bei Kaiser Ferdinand I. wurde ihnen die Übersiedlung in das Kloster Kirchberg bei Sulz am Neckar ermöglicht, das unter der Herrschaft der katholischen Habsburger stand. 1565 erhielten sie von Markgraf Karl II. eine Abfindung von 11.000 Gulden für den bisherigen Klosterbesitz.

## Nachnutzung
Die Klostergebäude übertrug Karl II. 1565 dem Heilig-Geist-Spital. Sie wurden im Pfälzischen Erbfolgekrieg bei der Brandschatzung Pforzheims durch den französischen Heerführer Ezéchiel de Mélac 1689 zerstört, 1714/18 jedoch unter weitgehender Berücksichtigung der ursprünglichen Bebauung als Waisenhaus wieder aufgebaut. Das Waisenhaus wurde 1773/74 aufgelöst. Die Gebäude dienten noch bis 1804 als Zuchthaus, bis 1842 als Irrenhaus. 1842 bis 1921 war dort ein Heil- und Pflegeheim untergebracht. Nach Übergang in kommunale Hand wurden sie in Sozialwohnungen umgewandelt. Am 23. Februar 1945 wurden sie bei einem britischen Bombenangriff vollständig zerstört. An ihrer Stelle steht heute das Stadttheater Pforzheim bzw. (im Bereich der Klosterkirche) das CongressCentrum.

## Euphemia-Verehrung
1367 starb im Kloster die Laienschwester Euphemia. Der Legende nach war sie eine englische Königstochter; diese These gilt jedoch als widerlegt. Euphemia erlangte lokale Verehrung. Ihr Kopfreliquiar wurde bei der Aufhebung des Klosters mit nach Kirchberg überführt.